# Уольдэ-Киркос, Мэрсые Хазэн
Мэрсые Хазэн Уольдэ-Киркос (26 марта 1899, Гырру, северное Шоа — 29 октября 1978, Аддис-Абеба) — эфиопский чиновник, филолог, педагог, юрист, библеист, писатель, историк, депутат. Был одним из крупнейших деятелей гуманитарных наук XX века в Эфиопии. По эфиопскому летоисчислению даты его жизни — 1891-1971.

## Биография
Родился в семье учителя, преподававшего в школе при монастыре Дебре-Либанос, и получил хорошее религиозное образование при этом же заведении, завершённое в 1919 году. Во время обучения изучал не только амхарский, но и геэз. С 1920 года работал в составе созданного расом Тафари (будущим императором Хайле Селассие I) комитета по подготовке к изданию религиозных геэзских текстов. В начале 1920-х годов он также работал некоторое время в газете «Бэрханэнна Шалам». С апреля 1925 года преподавал амхарский и геэз в основанной Тафари школе. В 1926—1927 годах написал и издал свой букварь амхарского языка для начальных школ, по которому дети в Эфиопии обучались грамоте вплоть до 1975 года. В 1930 году стал директором вновь открытой школы в городке Гыгыга, затем (с 1931 по 1934 год) участвовал в работе комиссии, устанавливавшей демаркационную линию между Абиссинией и Итальянским Сомали.
На государственной службе состоял больше тридцати лет: с 1941 года, после освобождения страны от итальянских оккупантов, до 1974 года, успев за это время сменить большое количество должностей в различных сферах деятельности. С 1941 по 1944 год он был председателем верховного суда, с 1944 по 1954 год возглавлял работу государственного архива, будучи одновременно с 1949 и до 1957 года заместителем министра юстиции. В это же время Мэрсые входил в состав комиссии по реформированию законодательства страны, при его значительном участии были составлены Гражданский и Уголовный кодексы Эфиопии. С 1947 по 1960 год он, не оставляя другой деятельности, возглавлял комитет по подготовки нового издания Библии на амхарском языке, которая была выпущена в 1961 году. В 1947 году вошёл в состав вновь образованного совета по образованию и культуре, в 1948 году сыграл важную роль на переговорах с иерархами Коптской церкви о взаимном признании. С 1958 по 1970 год был депутатом парламента; за этот период времени участвовал в работе его различных комитетов и некоторое время даже был спикером верхней палаты. С 1971 по 1974 год возглавлял комиссию по эфиопским древностям, одновременно в 1973 году стал членом Академии амхарского языка. В 1971 году получил императорскую премию в области литературы.
Написал несколько работ по эфиопской истории, в том числе биографии Менелика II и Иясу V, в последние годы жизни возглавлял работу специальной комиссии по сбору сведений для биографии императора Хайле Селассие. Перевёл на амхарский язык «Историю» Геродота с английского языка (в 1947—1952 годах) и большое количество религиозных текстов с геэза. Кроме того, помогал Маркосу Дауду в переводе эфиопских литургических текстов на английский язык